# Salreu
Salreu es una freguesia portuguesa del concelho de Estarreja, con 16,2 km² de superficie y 4.153 habitantes (2001). Su densidad de población es de  hab/km².